# قوس الشيخية
القَوسُ الشَّيخِيَّة أو قوس الشَّيخوخَة أو قوس الشَّيخوخيَّة (بالإنجليزية: Arcus senilis)‏ هي مُتلازِمة كبيري السِّن حيث تكون هُنالِك حَلقة مُعتِمة بيضاء أو رَماديَّة أو زرقاء عند الحافَة القَرْنَوِيَّة (عَتامَة قرنويَّة مُحيطيَّة)، أو حلقة بيضاء أمام مُحيط القُزَحِيَّة. تتواجد عند الوِلادة لكن سُرعان ما تتلاشَى، ورغم ذلك تبقى شائعة الوجود عند الكُهَّل. وتظهَر أيضًا مُبَكِّرًا في الحياة كنتيجة فَرط كوليستيرولِ الدَّم، وقد يُرتَبَك بينها وبين علامة الحوف الَّتي تعكِس رواسِب الكالسيوم أكثر منه الشُّحوم.

## الأسباب
تَنتُج من ترسُّب الكوليستيرول في أو تَزَجُّج السَّدَى القرنويّ، وقد تترافَق مع عُيوب عَينيَّة أو مع فرط شَحميَّات الدَّم العائِليّ. تَشيع عند المُسِنِّين ومتوسِّطي العمر اللَّذين قد يبدون أصِحَّاء؛ ذلك وفق دراسة أَترابيَّة سابِقة أُجريت على 12745 شخص دنماركيّ توبِعوا لمدَّة 22 عامًا ووُجِدَ أنَّ لا قيمة سريريَّة لها كمنبئ للأَمراض القلبيَّة الوعائيَّة.
قد تكون إشارة على اضطراب في أيض الشَّحم؛ كمؤشِّرٍ على حالات مثل فرط كوليسترول الدم أو فَرْطُ بروتينات الدَّمِ الشَّحْمِيَّة أو فرط شحميات الدم.
يعدُّ القوس وحيد الجانِب علامة على انخفاض تدفُّق الدَّم إلى العين غير المُتأثِّرة، وذلك بسبب مَرَض الشِّريان السُّباتيّ أو نقص التوتر العيني.
قد يتواجد لدى الأشخاص فوق عمر 60 عامًا ترسُّب أبيض رَمادِيّ حَلقيّ الشَّكل من الشَّحم الفوسفوريّ والكوليستيرول قرب الحافَّة المُحيطيّة للقَرنيَّة.

## التشخيص
يتم إجراؤه بصريًا عن طريق الفحص بالمجهر الحيوي (المصباح الشقي).قد يتضمن الفحص أيضًا وضع قطرات عين خاصة في عين الشخص لتوسيع حدقة العين. تسمح هذه القطرات للطبيب بفحص الأوعية الدموية في الجزء الخلفي من العين بحثًا عن علامات المرض

## أسماء أُخرى
تُدعى أيضًا «قَوسٌ شَحْمِيَّة» (arcus adiposus) أو «قَوسٌ يَفْعِيَّة» (arcus juvenilis) (عندما تحدث في الأشخاص اليافِعين) أو «قَوسٌ شَحْمِيَّةٌ قَرْنِيَّة» (arcus lipoides corneae) أو «قَوسٌ قَرْنَوِيَّة» (arcus cornealis)، وأحيانًا «قَوسٌ شَيخوخِيَّة» (gerontoxon).

## روابط خارجيّة
- Photo at kumc.edu
- Photo at hoppingeyeassociates.com
- Photo at apollolipids.org
- Definition at Merriam-Webster Medical Dictionary